# Deštná, Jindřichův Hradec
Deštná là một thị trấn thuộc huyện Jindřichův Hradec, vùng Jihočeský, Cộng hòa Séc.